# NGC 6522
NGC 6522 é um aglomerado globular na constelação de Sagittarius.